# Evaldas Gustas
Pour les articles homonymes, voir Gustas.
Evaldas Gustas, né le 1er avril 1959 à Pasvalys, est un homme politique lituanien membre du Parti social-démocrate lituanien (LSDP).
Il est ministre de l'Économie de 2013 à 2016.

## Biographie

### Formation et vie professionnelle
Il est diplômé en génie électro-technique de l'Institut polytechnique de Kaunas (KPI) en 1982.

### Engagement politique
Il appartient au Parti démocratique du travail lituanien (LDDP) à partir de 1990, puis rejoint le Parti social-démocrate lituanien (LSDP) lors de la fusion des deux partis, en 2001. Il est élu local à Kaunas à la fin des années 1990 puis au début des années 2000.
Le 3 juin 2013, Evaldas Gustas est nommé à 54 ans ministre de l'Économie du gouvernement de coalition du social-démocrate Algirdas Butkevičius.